# I nostri figli (film 2018)
I nostri figli è un film per la televisione del 2018 diretto da Andrea Porporati e liberamente ispirato al caso di femminicidio di Marianna Manduca. I tre figli della donna sono stati adottati da un cugino della donna, Carmelo Calì, e da sua moglie Paola Giulianelli, i quali hanno collaborato come consulenti per la sceneggiatura.

## Trama
Sicilia, 2007. Elena, madre di tre figli, viene assassinata dal marito.
Roberto, cugino di Elena che si è costruito una vita a Senigallia, nelle Marche, decide di prendere in affidamento i tre orfani, altrimenti destinati a una casa famiglia. Insieme alla moglie Anna si fa carico del mantenimento dei tre nipoti, che si aggiungono agli altre due figli della coppia, ma l'adattamento dei tre bambini alla nuova realtà è complesso e conflittuale.
A causa della crisi economica e di alcuni passi falsi in ambito lavorativo, Roberto perde la sua attività: il contraccolpo sul bilancio della famiglia è pesante. Roberto e Anna si arrangiano per garantire ai cinque ragazzi il sostentamento.

## Produzione
Le riprese si sono svolte principalmente nel comune marchigiano di Senigallia dal 7 al 28 maggio 2018. Alcune scene sono state girate nella città metropolitana di Catania, in particolare nel centro storico di Trecastagni e sull'Etna,  presso i crateri Silvestri, nel comune di Nicolosi.
Nel film c’è un omaggio a Fred Bongusto per il suo successo Una rotonda sul mare (1964): in una scena in macchina Roberto (Giorgio Pasotti) e Anna (Vanessa Incontrada) ne cantano il ritornello, con anche la sua versione originale.

## Promozione
La conferenza stampa si è tenuta martedì 4 dicembre 2018 alle ore 12:00 (dopo la proiezione integrale) presso la Sala A nella sede Rai di Viale Mazzini 14, a Roma.

## Accoglienza

### Ascolti
Il film è stato trasmesso in prima visione e in prima serata su Rai 1 il 6 dicembre 2018 registrando 5 440 000 telespettatori e il 24,5% di share.

### Critica
(Redazione, davidemaggio.it, 10 dicembre 2018)